# バスト (競走馬)
バスト (Basto) は、18世紀初頭に活躍したイギリスの競走馬、種牡馬である。半弟にフォックス (Fox) がいる。

## 経歴
際立って強いと呼ばれた馬で、もっとも美しい馬とも言われた。記録されているレースは1708年から1710年の3年間、いずれもニューマーケットでのもので、いくつかのマッチレースを獲得した。倒した馬はスクゥーレル (Squirrel) 、ビリー (Billy) 、チャンス (Chance) 、タンティヴィリー (Tantivy) 、ブリスク (Brisk) などであり、負けた記録は残っていない。
種牡馬としては、おもにデヴォンシャー公とラトランド公の牝馬と交配され、リトルスカー (Little Scar) 、ソアヒールズ (Soreheels) 、オールドエボニー（Old Ebony。5号族基礎）、バストメア（Basto Mare1711。9号族）、シスタートゥソアヒールズ（Sister to Soreheels。スニップ〈Snip〉、クラブ〈Crab〉らの母）などの産駒を残した。

## 血統表
| バストの血統                | バストの血統          | バストの血統     | （血統表の出典）            | （血統表の出典）            |
| 父 Byerley Turk 1680 黒鹿毛 | 父の父不明            | 不明             | 不明                        | 不明                        |
| 父 Byerley Turk 1680 黒鹿毛 | 父の父不明            | 不明             | 不明                        |                             |
| 父 Byerley Turk 1680 黒鹿毛 | 父の父不明            | 不明             | 不明                        | 不明                        |
| 父 Byerley Turk 1680 黒鹿毛 | 父の父不明            | 不明             | 不明                        |                             |
| 父 Byerley Turk 1680 黒鹿毛 | 父の母不明            | 不明             | 不明                        | 不明                        |
| 父 Byerley Turk 1680 黒鹿毛 | 父の母不明            | 不明             | 不明                        |                             |
| 父 Byerley Turk 1680 黒鹿毛 | 父の母不明            | 不明             | 不明                        | 不明                        |
| 父 Byerley Turk 1680 黒鹿毛 | 父の母不明            | 不明             | 不明                        |                             |
| 母 Bay Peg 1690 鹿毛        | 母の父Leede's Arabian | 不明             | 不明                        | 不明                        |
| 母 Bay Peg 1690 鹿毛        | 母の父Leede's Arabian | 不明             | 不明                        |                             |
| 母 Bay Peg 1690 鹿毛        | 母の父Leede's Arabian | 不明             | 不明                        | 不明                        |
| 母 Bay Peg 1690 鹿毛        | 母の父Leede's Arabian | 不明             | 不明                        |                             |
| 母 Bay Peg 1690 鹿毛        | 母の母Young Bald Peg  | Leedes's Arabian | 不明                        | 不明                        |
| 母 Bay Peg 1690 鹿毛        | 母の母Young Bald Peg  | Leedes's Arabian | 不明                        |                             |
| 母 Bay Peg 1690 鹿毛        | 母の母Young Bald Peg  | Old Morocco Mare | Lord Fairfax's Morocco Barb | Lord Fairfax's Morocco Barb |
| 母 Bay Peg 1690 鹿毛        | 母の母Young Bald Peg  | Old Morocco Mare | Old Bald Peg F-No.6         |                             |